# DaBaby
Jonathan Lyndale Kirk, művésznevén DaBaby (korábban Baby Jesus; Charlotte, Észak-Karolina, 1991. december 22. –) amerikai rapper. 2014 és 2018 között több mixtape-et is kiadott, majd 2019-ben lett sikeres.
Első stúdióalbuma, a Baby on Baby (2019) hetedik helyig jutott a Billboard 200-on, míg a Kirk (2019) első helyen debütált. Az előbbin szerepelt a Suge című kislemez. Harmadik albuma, a Blame It on Baby (2020) szintén első helyig jutott a Billboard 200-on. Szerepelt rajta a Rockstar, Roddy Ricch közreműködésével, amely hét hétig volt a Billboard Hot 100 élén.

## Korai évek
Jonathan Lyndale Kirk 1991. december 22-én született Clevelandben, Ohióban. 1999-ben költözött Észak-Karolinába családjával. A Vance Középiskolában tanult 2010-ig, majd az Észak-Karloniai Egyetemen végezte tanulmányait, de nem fejezte be azokat.

## Karrier

### 2014–2018: korai munkák
KIrk 2014-ben és 2015-ben kezdett el zenével foglalkozni. 2015-ben a Nonfiction mixtape kiadásával kezdte zenei karrierjét. Ezt a God's Work és a Baby Talk mixtape-sorozat követte, illetve a Billion Dollar Baby és a Back on My Baby Jesus Shit. Eredetileg Baby Jesus néven készített zenét.
Kirk első sikereit az után kezdte elérni, hogy leszerződtette Arnold Taylor, a South Coast Music Group elnöke. Taylor látta Kirk-et fellépni Észak-Karolina-i klubokban abban az időszakban, mikor elindította a lemezkiadóját. Ezen szerződésen keresztül írt alá Jay-Z Roc Nation kiadójával a Blank Blank mixtape idejére, 2018 végén. Taylornak köszönhetően Kirk hét számjegyű szerződést írt alá az Interscope-pal.

### 2019: aBaby on Babyés aKirk
2019 januárjában, miután leszerződött az Interscope-pal, Kirk elindította saját kiadóját, a Billion Dollar Baby Entertainment-et. 2019. március 1-én jelent meg debütáló stúdióalbuma, a Baby on Baby. Az Interscope mellett még mindig aktív a szerződése a South Coasttal is. Az albumon szerepelt Offset, Rich Homie Quan, Rich the Kid és Stunna 4 Vegas. 25. helyen debütált a Billboard 200-on, a Suga című száma pedig 87. helyen a Billboard Hot 100-on, de június 8-án már a legjobb tíz helyen szerepelt. Szerepelt az XXL Freshman Class of 2019 listáján.
2019 közepén több slágeren is közreműködött, mint Megan Thee Stallion Cash Shit című számán és Quality Control Baby dalán. MIndkettő elérte a Billboard Hot 100 negyven legjobb helyét. 2019. július 5-én szerepelt Dreamville Revenge of the Dreamers III válogatásalbumán, az Under the Sun című dalon. A Complex azt írta, hogy "meghatározó kitörő pillanata volt egy új rap szupersztárnak".
2019 augusztusában bejelentette, hogy második stúdióalbumának címe Kirk lesz. Szeptember 27-én jelent meg és a Billboard 200 élén debütált. Az első kislemeze, az Intro 13. helyig jutott a Billboard Hot 100-on. Közreműködött Post Malone Enemies című dalán, amely 16. helyig jutott a Hot 100-on, illetve szerepelt YG Stop Snitchin, Lizzo Truth Hurts és Lil Nas X Panini című dalainak remixein. 2019. október 24-én szerepelt Rich Dunk High School kislemezének videóklipjében.
2019-ben 22 dala szerepelt a Billboard Hot 100-on, a legtöbb egy előadó által.

### 2020–napjainkig: aBlame It on Baby, a Rockstar, aMy Brother's Keeperés aBetter Than You
A 62. Grammy-gálán két jelölést szerzett a Suge dalával, a Legjobb rap teljesítmény és a Legjobb rap dal kategóriában. 2020. április 13-án bejelentette harmadik stúdióalbumának, a Blame It on Baby-nek megjelenését. Az album 2020. április 17-én jelent meg és főként pozitívan fogadták zenekritikusok. Első helyen debütált a Billboard 200-on, 124 ezer eladott példánnyal az első hetében. Az albumon szerepelt a Rockstar című kislemeze Roddy Ricch-csel, amely hét hetet töltött a Billboard Hot 100 első helyén, illetve elérte ezt a pozíciót a Brit kislemezlistán is. Júniusban közreműködött Jack Harlow, Whats Poppin című dalán, amely második helyig jutott a Hot 100-on, miközben a Rockstar még mindig a lista élén volt. Az első előadó lett, akinek ez sikerült Ariana Grande óta, 2019-ben. Júliusban közreműködött Pop Smoke és Lil Baby For the Night című kislemezén, amely hatodik helyen debütált a Hot 100-on. Ezzel DaBaby lett a hetedik előadó, akinek legalább három dala volt a legjobb hat pozíció egyikén egyidőben.
Július 27-én Kirk kiadta a No Dribble kislemezét Stunna 4 Vegasszal, amely szerepelt a Blame It on Baby deluxe verzióját. 2020. november 20-án kiadta debütáló középlemezét, a My Brother's Keeper (Long Live G)-t, amelyben megemlékezik elhunyt testvéréről, Glenn Johnson-ról. Szerepelt az albumon többek között Meek Mill és Polo G. Kirk közreműködött Dua Lipa, angol énekesnő Levitating című dalának remixén. Ugyan 2020-ban jelent meg, a dal 2021 elején érte el legmagasabb pozícióját, a 7. helyet a Billboard Hot 100-on.
2021. január 15-én kiadta Masterpiece című kislemezét egy videóklippel, amelyet a Gemini Visions rendezett.

## Billion Dollar Baby
A Billion Dollar Baby Entertainment egy amerikai lemezkiadó, amelyet Kirk alapított 2017-ben, Charlotte-ban (Észak-Karolina). A kiadó előadói között van Stunna 4 Vegas, DJ K.i.D, Rich Dunk, KayyKilo és Wisdom.

## Jogi problémák
Kirk részese volt egy incidensnek Huntersville-ben, ahol hasba lőttek egy 19 éves férfit, aki nem sokkal később belehalt sérüléseibe. A rapper elmondása szerint önvédelemből lőtt. 2019 márciusában a komolyabb vádakat ejtették.
2020 januárjában Kirk-öt letartóztatták és kihallgatták Miamiban egy rablással kapcsolatos nyomozás részeként. Később ismét letartóztatták, miután kiderült, hogy elfogatóparancsot adtak ki érte Texasban, miután megtámadott valakit. A TMZ információi szerint megtámadott egy férfit, aki tartozott neki 10 ezer dollárral egy fellépésért. Ő és csapata 80 dollárt, egy iPhone 7-et és egy bankkártyát vettek el a férfitól. Két nap után kiengedték a Miami-Dade megyei börtönből.
Kirk 2020-as Up Close N Personal turnéja közben megütött egy nőt Tampában. A közönség kifütyülte, Kirk elhagyta a helyszínt egyetlen egy dal előadása nélkül. A rapper azt mondta, hogy azért ütötte meg, mert túl közel rakta arcához a telefonját, amelyen be volt kapcsolva a vaku. Egy Instagramon posztolt videóban a következőt mondta: "Bocsánatot kérek, hogy az ütés másik végén egy nő volt."

## Magánélet
Kirknek két gyermeke van, az első 2017-ben, a második 2020-ban született. A rapper apja 2019-ben hunyt el, nem sokkal Kirk debütáló albumának megjelenése után. Kirk testvére, Glen Johnson 2020 novemberében hunyt el 34 évesen, öngyilkosságban.
2020-ban Kirk támogatta Kanye Westet elnökválasztási kampányában.
2020 decemberében Kirk elmondta, hogy kapcsolatban él DaniLeigh, dominikai-amerikai énekessel, majd pár hónappal később bejelentette szakításukat.

## Diszkográfia

### Stúdióalbumok
- Baby on Baby (2019)
- Kirk (2019)
- Blame It on Baby (2020)
- Baby On Baby 2 (2022)

### Középlemezek
- My Brother's Keeper (Long Live G) (2020)
- Back On My Baby Jesus Sh*t AGAIN (2021)

### Mixtape-ek
- NonFiction (2015)
- So Disrespectful (2015)
- The 10 Minute Mixtape (2015)
- God's Work (2016)
- God's Work Resurrected (2016)
- Baby Talk (2017)
- Baby Talk 2 (2017)
- Billion Dollar Baby (2017)
- Baby Talk 3 (2017)
- Back On My Baby Jesus Shit (2017)
- Baby Talk 4 (2017)
- Baby Talk 5 (2018)
- Blank Blank (2018)

### Kollab lemezek
- Better Than You (YoungBoy Never Broke Againnel) (2022)

## Turnék
- Baby on Baby Tour (2019)
- Kirk Tour (2019)

## Díjak
| Év   | Díjátadó                         | Kategória                 | Győztes/Munka | For.   |
| ---- | -------------------------------- | ------------------------- | ------------- | ------ |
| 2019 | BET Hip Hop Awards               | Best New Hip Hop Artist   | DaBaby        | [ 47 ] |
| 2020 | BET Awards                       | Best Male Hip Hop Artist  | DaBaby        | [ 48 ] |
| 2020 | ASCAP Rhythm & Soul Music Awards | Winning R&B/Hip-Hop Songs | Baby Sitter   | [ 49 ] |
| 2020 | ASCAP Rhythm & Soul Music Awards | Winning R&B/Hip-Hop Songs | Cash Shit     | [ 49 ] |
| 2020 | ASCAP Rhythm & Soul Music Awards | Top R&B/Hip-Hop Song      | Suge          | [ 49 ] |